# Буче (Нижньосілезьке воєводство)
Буче (пол. Bucze) — село в Польщі, у гміні Ґрембоциці Польковицького повіту Нижньосілезького воєводства.
Населення — 154 особи (2011).
У 1975-1998 роках село належало до Легницького воєводства.

## Демографія
Демографічна структура станом на 31 березня 2011 року:
|          | Загалом | Допрацездатний вік | Працездатний вік | Постпрацездатний вік |
| -------- | ------- | ------------------ | ---------------- | -------------------- |
| Чоловіки | 77      | 19                 | 54               | 4                    |
| Жінки    | 77      | 14                 | 44               | 19                   |
| Разом    | 154     | 33                 | 98               | 23                   |